# Skoki do wody na Letnich Igrzyskach Olimpijskich 2016 – wieża 10 m indywidualnie mężczyzn
Konkurs skoków do wody z wieży 10 m mężczyzn podczas Letnich Igrzysk Olimpijskich 2016 rozegrany został między 19 a 20 sierpnia. Zawody rozgrywane były w Maria Lenk Aquatics Center.

## Format
Konkurencja ta jest rozgrywana w trzech rundach:
- Runda eliminacyjna: Każdy z 28 zawodników wykonuje po 6 skoków; najlepsza 18 awansuje do półfinału.
- Półfinał: 18 zawodników wykonuje po 6 skoków; wyniki z eliminacji nie są brane pod uwagę, do finału awansuje 12 najlepszych zawodników.
- Finał: 12 zawodników wykonuje po 6 skoków, wyniki z poprzednich rund nie są brane pod uwagę w ostatecznej klasyfikacji[1].

## Terminarz
Czas BRT (UTC −03:00)
| Data             | Godzina | Runda      |
| ---------------- | ------- | ---------- |
| 19 sierpnia 2016 | 16:00   | Eliminacje |
| 20 sierpnia 2016 | 11:00   | Półfinał   |
| 20 sierpnia 2016 | 16:30   | Finał      |

## Wyniki[2]
| Pozycja | Zawodnik          | Eliminacje | Eliminacje | Półfinał      | Półfinał      | Finał         | Finał         | Finał         | Finał         | Finał         | Finał         | Finał         | Finał         |
| Pozycja | Zawodnik          | Punkty     | Pozycja    | Punkty        | Pozycja       | Skok 1        | Skok 2        | Skok 3        | Skok 4        | Skok 5        | Skok 6        | Suma punktów  | Pozycja       |
| ------- | ----------------- | ---------- | ---------- | ------------- | ------------- | ------------- | ------------- | ------------- | ------------- | ------------- | ------------- | ------------- | ------------- |
| złoto   | Chen Aisen        | 545,35     | 3          | 559,90        | 1             | 96,90         | 78,75         | 102,60        | 93,60         | 105,45        | 108,00        | 585,30        | 1             |
| srebro  | Germán Sánchez    | 430,05     | 12         | 462,05        | 9             | 84,15         | 81,60         | 82,50         | 98,05         | 95,20         | 91,20         | 532,70        | 2             |
| brąz    | David Boudia      | 496,55     | 4          | 458,35        | 10            | 88,20         | 94,40         | 81,60         | 90,00         | 102,60        | 68,45         | 525,25        | 3             |
| 4       | Benjamin Auffret  | 470,45     | 5          | 477,00        | 4             | 80,00         | 86,70         | 76,50         | 94,05         | 89,10         | 81,00         | 507,35        | 4             |
| 5       | Martin Wolfram    | 468,80     | 6          | 466,15        | 8             | 90,00         | 76,80         | 95,20         | 59,40         | 86,40         | 85,10         | 492,90        | 5             |
| 6       | Qiu Bo            | 564,75     | 2          | 504,70        | 2             | 94,50         | 47,25         | 102,00        | 102,60        | 47,50         | 94,35         | 488,20        | 6             |
| 7       | Rafael Quintero   | 456,55     | 10         | 471,20        | 7             | 65,60         | 90,65         | 81,60         | 81,60         | 79,20         | 86,70         | 485,35        | 7             |
| 8       | Wiktor Minibajew  | 462,25     | 8          | 474,10        | 6             | 81,60         | 70,30         | 86,70         | 79,20         | 72,00         | 91,80         | 481,60        | 8             |
| 9       | Sascha Klein      | 463,40     | 7          | 475,00        | 5             | 65,60         | 90,65         | 94,50         | 37,80         | 81,60         | 54,00         | 424,15        | 9             |
| 10      | Iván García       | 418,90     | 15         | 497,55        | 3             | 88,80         | 73,80         | 54,00         | 91,80         | 30,75         | 79,80         | 418,95        | 10            |
| 11      | Woo Ha-ram        | 438,45     | 11         | 453,85        | 12            | 76,50         | 81,60         | 85,00         | 57,60         | 47,25         | 66,60         | 414,55        | 11            |
| 12      | Domonic Bedggood  | 413,85     | 17         | 454,95        | 11            | 72,00         | 86,40         | 68,45         | 44,55         | 44,20         | 88,20         | 403,80        | 12            |
| 13      | Steele Johnson    | 403,75     | 18         | 447,85        | 13            | Nie awansował | Nie awansował | Nie awansował | Nie awansował | Nie awansował | Nie awansował | Nie awansował | Nie awansował |
| 14      | Vincent Riendeau  | 419,50     | 14         | 436,30        | 14            | Nie awansował | Nie awansował | Nie awansował | Nie awansował | Nie awansował | Nie awansował | Nie awansował | Nie awansował |
| 15      | James Connor      | 457,05     | 9          | 419,10        | 15            | Nie awansował | Nie awansował | Nie awansował | Nie awansował | Nie awansował | Nie awansował | Nie awansował | Nie awansował |
| 16      | Hugo Parisi       | 422,45     | 13         | 417,15        | 16            | Nie awansował | Nie awansował | Nie awansował | Nie awansował | Nie awansował | Nie awansował | Nie awansował | Nie awansował |
| 17      | Nikita Szlejcher  | 418,15     | 16         | 415,75        | 17            | Nie awansował | Nie awansował | Nie awansował | Nie awansował | Nie awansował | Nie awansował | Nie awansował | Nie awansował |
| 18      | Tom Daley         | 571,85     | 1          | 403,25        | 18            | Nie awansował | Nie awansował | Nie awansował | Nie awansował | Nie awansował | Nie awansował | Nie awansował | Nie awansował |
| 19      | Maxim Bouchard    | 398,15     | 19         | Nie awansował | Nie awansował | Nie awansował | Nie awansował | Nie awansował | Nie awansował | Nie awansował | Nie awansował | Nie awansował | Nie awansował |
| 20      | Víctor Ortega     | 386,85     | 20         | Nie awansował | Nie awansował | Nie awansował | Nie awansował | Nie awansował | Nie awansował | Nie awansował | Nie awansował | Nie awansował | Nie awansował |
| 21      | Jesús Liranzo     | 385,55     | 21         | Nie awansował | Nie awansował | Nie awansował | Nie awansował | Nie awansował | Nie awansował | Nie awansował | Nie awansował | Nie awansował | Nie awansował |
| 22      | Ooi Tze Liang     | 379,50     | 22         | Nie awansował | Nie awansował | Nie awansował | Nie awansował | Nie awansował | Nie awansował | Nie awansował | Nie awansował | Nie awansował | Nie awansował |
| 23      | Robert Páez       | 378,20     | 23         | Nie awansował | Nie awansował | Nie awansował | Nie awansował | Nie awansował | Nie awansował | Nie awansował | Nie awansował | Nie awansował | Nie awansował |
| 24      | Wadim Kaptur      | 353,85     | 24         | Nie awansował | Nie awansował | Nie awansował | Nie awansował | Nie awansował | Nie awansował | Nie awansował | Nie awansował | Nie awansował | Nie awansował |
| 25      | Sebastián Villa   | 350,40     | 25         | Nie awansował | Nie awansował | Nie awansował | Nie awansował | Nie awansował | Nie awansował | Nie awansował | Nie awansował | Nie awansował | Nie awansował |
| 26      | Jauhienij Karalou | 347,80     | 26         | Nie awansował | Nie awansował | Nie awansował | Nie awansował | Nie awansował | Nie awansował | Nie awansował | Nie awansował | Nie awansował | Nie awansował |
| 27      | Maicol Verzotto   | 313,10     | 27         | Nie awansował | Nie awansował | Nie awansował | Nie awansował | Nie awansował | Nie awansował | Nie awansował | Nie awansował | Nie awansował | Nie awansował |
| 28      | Mohab El-Kordy    | 305,50     | 28         | Nie awansował | Nie awansował | Nie awansował | Nie awansował | Nie awansował | Nie awansował | Nie awansował | Nie awansował | Nie awansował | Nie awansował |